# François Coreil
François Coreil est un homme politique français né le 12 novembre 1863 à Toulon (Var) et décédé le 6 décembre 1945 à Sanary-sur-Mer (Var).
Pharmacien à Toulon, il devient directeur du laboratoire municipal et du bureau d'hygiène. Il est également expert auprès des tribunaux et inspecteur des pharmacies du Var. Conseiller général du canton d'Ollioules en 1898, il est député du Var de 1910 à 1914, inscrit au groupe Républicain socialiste. 

## À voir aussi